# Orfanotrofio Maria Cristina di Savoia
L'orfanotrofio Maria Cristina di Savoia è stato una struttura di accoglienza per bambini orfani di Foggia, istituito nel 1832.

## Storia
L'orfanotrofio fu istituito con un decreto di Re Ferdinando II di Borbone, emanato in data 26 gennaio 1832. Venne decretata l'erezione dell'edificio di benefica utilità in Foggia per l'educazione dei bambini di sesso maschile abbandonati dai 7 anni compiuti di età di tutta la Provincia. La dote assegnata allo stabilimento si stabilì a 8000 ducati l'anno, divisi per 5000 da attingersi dal fondo per le spese dei luoghi pii laicali, elemosine e avanzi dei monti frumentari e 3000 a carico della Provincia. Con rescritto del 18 luglio 1835 venne dedicato a Maria Cristina di Savoia, moglie di Ferdinando II delle Due Sicilie. La cerimonia di deposizione della prima pietra avvenne il 24 luglio 1835 con la città in festa. Durante la giornata si allietarono i cittadini con il passaggio della banda e il suono delle campane.
L'inaugurazione dell'orfanotrofio avvenne solo il 30 maggio 1854 quando, non ancora pronto per ospitare i trovatelli per i vari problemi riscontrati nella costruzione, si dovettero adibire alcuni locali posti nell'attuale via P. Fuiani a Foggia. Solo l'8 settembre 1866 gli orfani poterono entrare nello stabilimento definitivo, posto in adiacenza alla piazza allora denominata piazza Lanza.
A luglio del 1935 sul settimanale fascista Il Popolo Nuovo apparve il seguente articolo «...il Rettorato approvò la cessione dell’orfanotrofio provinciale Maria Cristina all’amministrazione dello Stato, per la demolizione e per la destinazione dell’area risultante insieme con quella della contigua chiesa di Santa M. della Croce, a sede del nuovo palazzo degli Uffici statali, assumendo a carico della Provincia la spesa di 900'000 lire». Il contratto di compravendita dell’edificio dell’orfanotrofio provinciale Maria Cristina di Savoia e del suolo della Chiesa di S.Maria della Croce venne redatto il giorno 26 marzo 1936. 
L'edificio venne abbattuto tra il 1935 e il 1936 per volere dell'amministrazione fascista, dando posto al Palazzo degli Uffici Statali.